# 8К11
8К11, також відома як Р-11М (за класифікацією НАТО — SS-1b Scud-A) — оперативно-тактична  балістична ракета з ядерною бойовою частиною. Використовувалася у складі різних рухомих ракетних комплексів наземного базування, зокрема 2У218 «Тюльпан».

## Історія створення
Перші радянські керовані рідинні ракети Р-1 розроблялись на основі німецької Фау-2 і мали істотний недолік — як окисник у них використовувався рідкий кисень. Тому, в 1950 році відповідно до постанови уряду СРСР були розпочаті науково-дослідні роботи за темою Н2, метою яких було вивчення можливостей створення балістичних керованих ракет великої дальності на висококиплячих компонентах палива. При цьому були використані німецькі напрацювання за проектом Wasserfall. Ракета Р-11, розроблена за результатами цих досліджень, забезпечувала таку ж дальність стрільби, що і Р-1, але мала в 2,5 рази меншу стартову масу. В ракеті використовувалися енергоємні компоненти ракетного палива (основне — світлі нафтопродукти, окислювач — «меланж» на основі концентрованої азотної кислоти, пускове пальне, самозаймисте при контакті з окислювачем, «продукт Самін» — аналог німецької рідини «Тонка») і витіснювальний (тиском стисненого газу) способу подачі компонентів палива в рідинний ракетний двигун.
Прийнята на озброєння 13 липня 1955, ракета Р-11 (8А61) з фугасною бойовою частиною в стройові частини надходила, але її експлуатація не носила масового характеру. А в січні 1954 року розпочалося проектування ракети 8К11 (Р-11М) з ядерною боєголовкою. 26 серпня 1954 вийшла постанова Ради Міністрів СРСР про створення на базі Р-11 ракети Р-11М (провідний конструктор — Решетньов Михайло Федорович) — носія ядерного заряду РДС-4. У серпні 1955 року документація на 8К11 передана з ОКБ-1 в СКБ-385 і в Златоусті розпочато виробництво ракет. Випробування ракети Р-11М проводилися в три етапи з 30 грудня 1955 по 11 квітня 1957 року — всього здійснено 22 пуски, при чому пуски ракет першої і другої заводських партій були невдалими. Після доопрацювання конструкції ракет і поліпшення якості збірки в травні-червні 1957 року було проведено шість успішних пусків Р-11М. П'ять залікових пусків здійснені на початку 1958 року. Ракета Р-11М під індексом 8К11 прийнята на озброєння сухопутних військ постановою РМ СРСР від 1 квітня 1958 року.

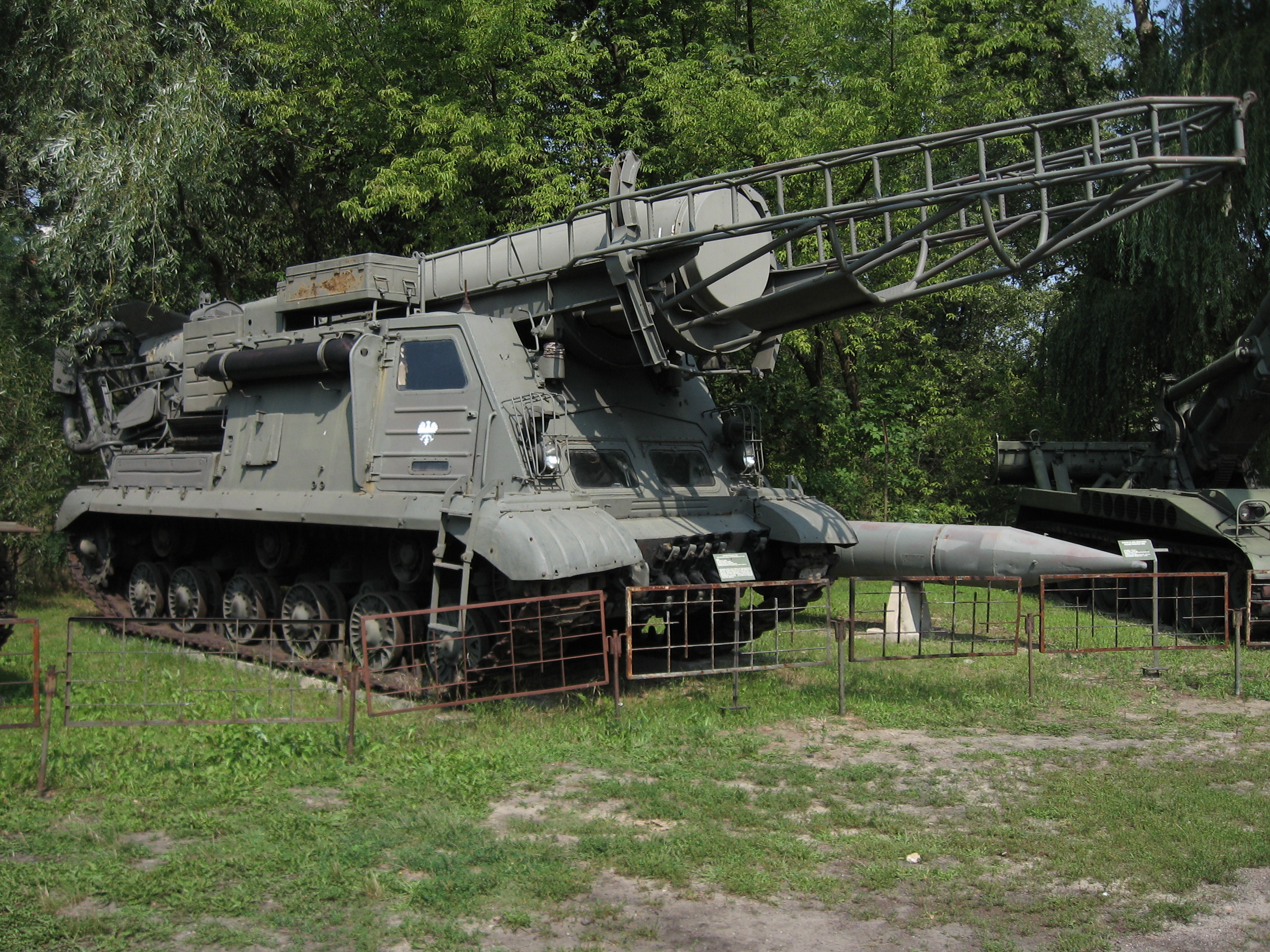
Самохідна ПУ 2У218 «Тюльпан» з ракетною частиною Р-11М (без ГЧ). Музей Війська Польського, Варшава

Для штатної експлуатації ракети 8К11 в ОКБ-1 був спроектований рухомий комплекс наземного обладнання: пусковий стіл перевозився на автомобілі, а в бойове положення встановлювався прямо на ґрунт. Згодом за технічним завданням ОКБ-1 на Ленінградському Кіровському заводі для неї розробили самохідний стартовий агрегат 2У218 «Тюльпан» («об'єкт 803», у пресі також зустрічається позначення 8У218) на базі важкого танка. Самохідна пускова установка могла вийти в заданий район з заправленою ракетою, за короткий час підготувати і здійснити її запуск, потім повернутися на базу, взяти нову ракету і виконати пуск з іншого району. Причому час підготовки ракети до пуску скорочувалася з 2 годин до 30 хвилин.

## Склад комплексу
Склад ракетного комплексу з ракетою Р-11М (8К11):
- Самохідна пускова установка (стартовий агрегат) 2У218;
- Ґрунтовий візок 8T137 або 8T137М (модифікація 8Т137М забезпечувала підігрів ядерної БЧ) з контейнером-ложементом для транспортування ракет 8Т04 та іншим транспортним обладнанням;
- Автокран 8Т22 на шасі ЗІЛ-157В;
- Машина-сховище 8T328 на шасі ЗІЛ-157 з системою підігріву БЧ;
- Машина-сховище 9Ф21М спеціальних БЧ 3Н10.

Гусенична пускова установка 2У218 «Тюльпан» («об'єкт 803») на базі ІСУ-152К була розроблена в 1955—1956 роках і серійно випускалася на Кіровському заводі (завод № 47) з 1959 до 1962 рік. Всього випущено 56 одиниць. Маса ПУ 40 тонн, максимальна швидкість ходу — 42 км/год. Транспортування ракет здійснювалася на ґрунтовому візку 8Т137, 2Т3М або 2Т3М1, які буксирувалися тягачами ЗІЛ-157 або ЗІЛ-131В, оснащені акумулятором 6-СТ-42-ЕМЗ і захисними пристосуваннями (фільтр Ф-5, екрановані кабелі) для придушення радіоперешкод. На візку також забезпечувався обігрів ядерної бойової частини ракети.

## Оперативно-тактичні характеристики
- Дальність дії — мінімальна 60 км, максимальна 170—180 км;
- Швидкість на траєкторії максимальна — 1430—1500 м/с;
- Висота польоту по траєкторії — 78 км;
- Час польоту на повну дальність — 5,4 хвилини;
- Час підготовки до старту — 30 хвилин.

Ядерна бойова частина — 3Н10 з зарядом РДС-4 потужністю близько 10 кт. Розроблено в 1954—1958 роках. Прийнята на озброєння у квітні 1958 року.

## Оператори
- Україна — перебували на озброєнні ЗСУ до 2007 року.[1]